# Kanton Choisy-le-Roi
Kanton Choisy-le-Roi is een kanton van het Franse departement Val-de-Marne. Kanton Choisy-le-Roi maakt deel uit van het arrondissement L'Haÿ-les-Roses en telt 34.336 inwoners (1999).

## Gemeenten
Het kanton Choisy-le-Roi omvatte tot 2014 enkel de gemeente Choisy-le-Roi.
Bij de herindeling van de kantons door het decreet van 17 februari 2014, met uitwerking in maart 2015, werd het westelijk deel van de gemeente Villeneuve-Saint-Georges aan het kanton toegevoegd.